# Tennis ai Giochi della XXIII Olimpiade
Le gare di tennis dei Giochi della XXIII Olimpiade si sono svolte tra al Los Angeles Tennis Center dell'Università della California di Los Angeles. Dopo 16 anni il tennis -anche se solo come esibizione- è tornato a far parte del programma olimpico. Sono stati disputati tornei di singolare maschile e femminile.

## Podi

### Uomini
| Evento                        | Oro           | Argento          | Bronzo      |
| Singolare maschile (dettagli) | Stefan Edberg | Francisco Maciel | Jimmy Arias |
| Singolare maschile (dettagli) | Stefan Edberg | Francisco Maciel | Paolo Canè  |

### Donne
| Evento                         | Oro         | Argento       | Bronzo            |
| Singolare femminile (dettagli) | Steffi Graf | Sabrina Goleš | Raffaella Reggi   |
| Singolare femminile (dettagli) | Steffi Graf | Sabrina Goleš | Catherine Tanvier |